# 扎沃伊湖
43°16′N 22°38′E / 43.267°N 22.633°E

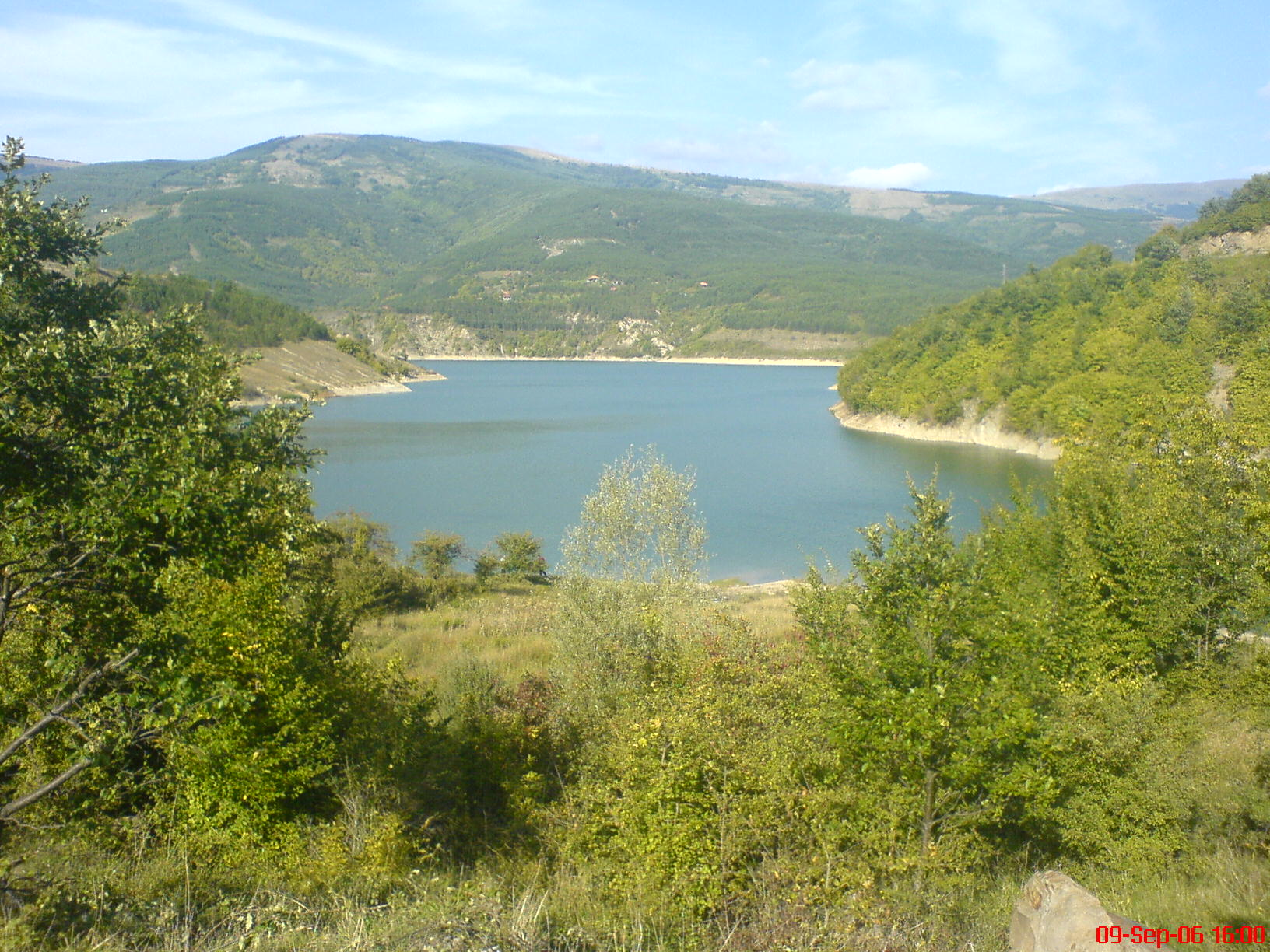

扎沃伊湖是塞爾維亞的湖泊，位於該國東部，由皮羅特州負責管轄，長16.35公里，面積5.53平方公里，集水區面積584平方公里，海拔高度612米，最大水深60米，湖岸線長度40公里，蓄水量1.7億立方米。

## 外部連結
- Photos of Lake Zavoj